# Municipio Vecchio (Wiesbaden)
Il Municipio Vecchio (in tedesco Altes Rathau) è il vecchio palazzo comunale della città di Wiesbaden, in Germania.
Realizzato nel XVII secolo, in stile rinascimento, è situato nella Schlossplatz, attorno alla quale sono raggruppati il castello di Wiesbaden, già casa dei duchi di Nassau e oggi sede dell'Assemblea legislativa dell'Assia, la Marktkirche e il Municipio Nuovo. È l'edificio più antico della città.

## Storia e descrizione
Originariamente venne eretto in stile rinascimentale ma nel 1828 l'ex piano superiore a graticcio venne "goticizzato". Gli ex rilievi in legno sotto le cinque finestre del piano superiore, rappresentanti le Virtù Forza, Giustizia, Amore del prossimo, Saggezza e Temperanza, furono sostituiti da copie in pietra; gli originali possono essere ammirati nel Museo di Wiesbaden.
Oggi l'edificio ospita l'Ufficio anagrafe della città. Nella cantina a volta, che si raggiunge con una scala doppia, sin trova uno spaccio di vini. Davanti alla scala, sulla piazza tra il Castello e il Vecchio municipio, vi è una fontana, la Marktbrunnen, costruita nel 1753, che espone il marchio dei Nassau, un leone incoronato su uno scudo.

## Galleria d'immagini

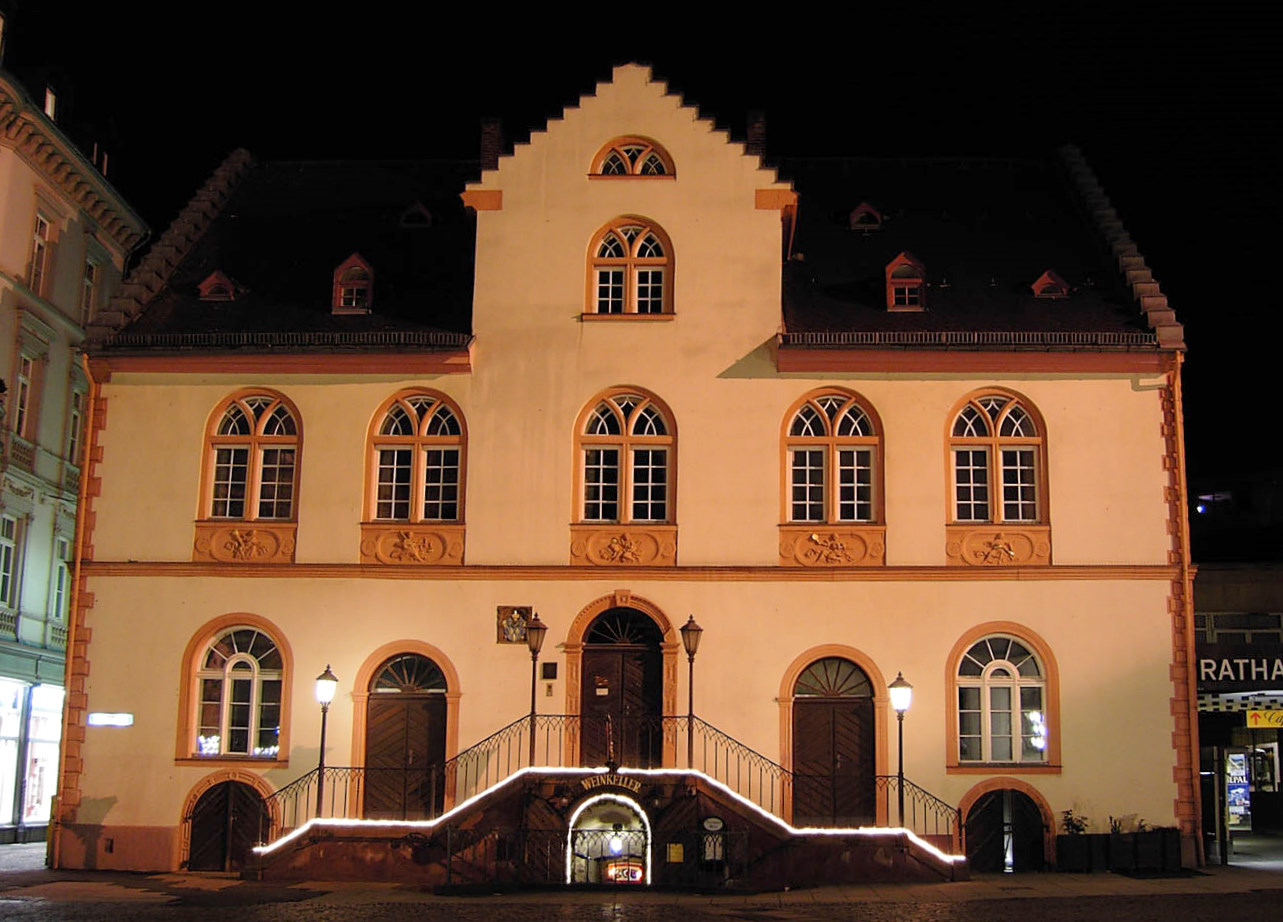
L'Altes Rathaus di notte
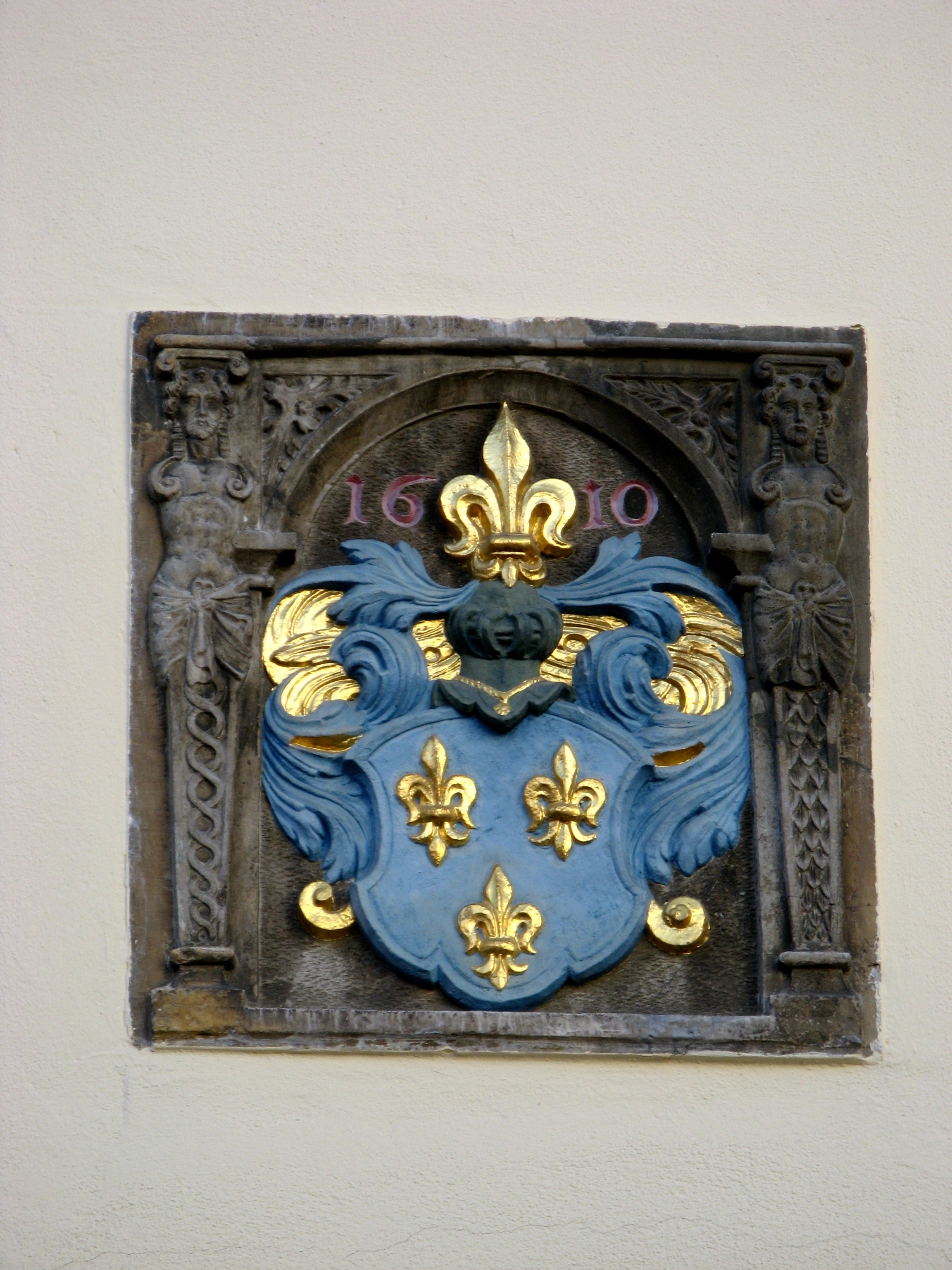
Stemma di Wiesbaden sulla facciata dal 1610
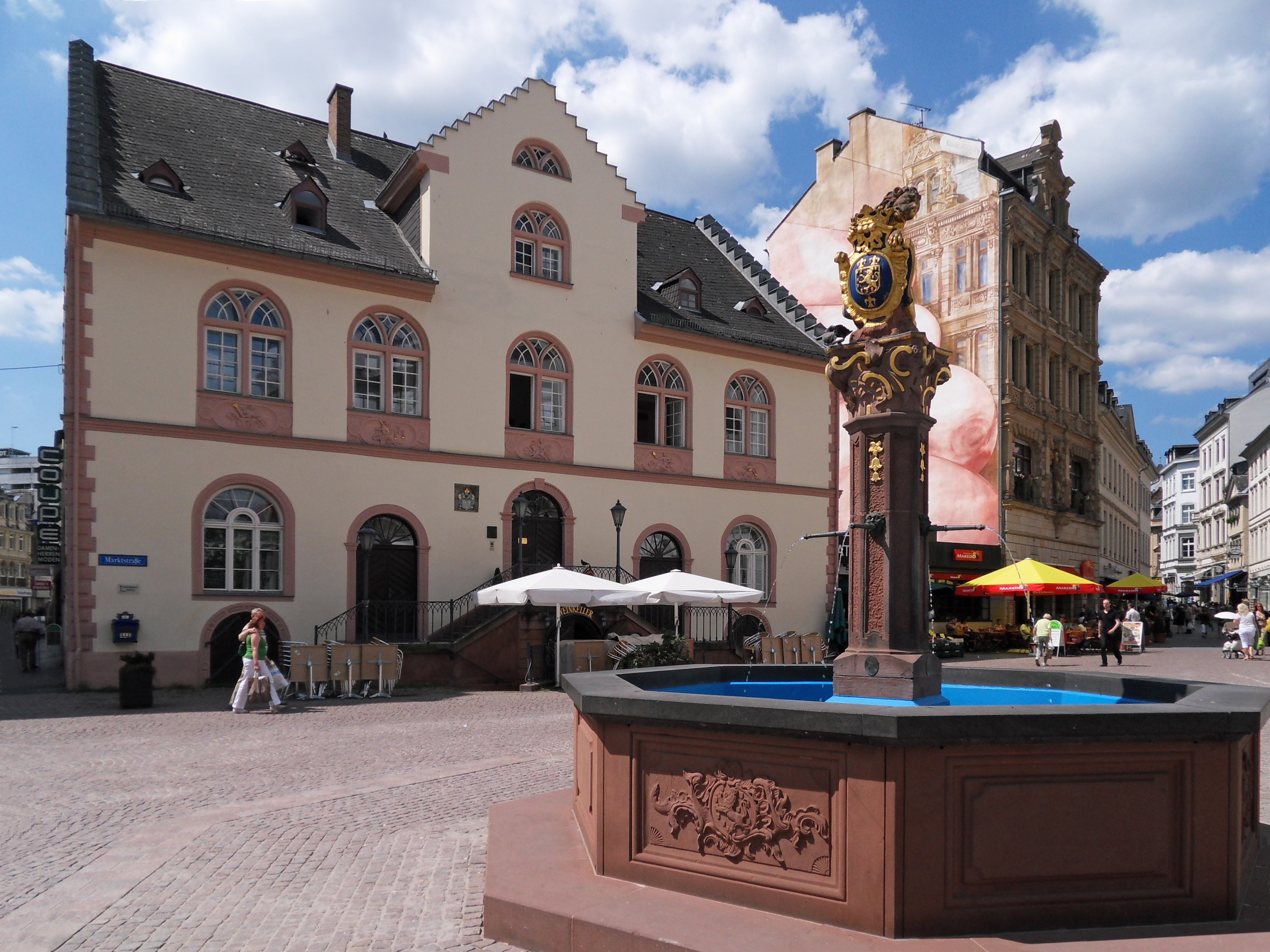
La fontana